# Malcus indicus
Malcus indicus är en insektsart som beskrevs av Stys 1967. Malcus indicus ingår i släktet Malcus och familjen Malcidae. Inga underarter finns listade i Catalogue of Life.